# اریک کاباکو
اریک کاباکو (انگلیسی: Erick Cabaco؛ زادهٔ ۱۹ آوریل ۱۹۹۵) بازیکن فوتبال اهل اروگوئه است.
از باشگاه‌هایی که در آن بازی کرده‌است می‌توان به باشگاه فوتبال ناسیونال اروگوئه اشاره کرد.